# Bereniceidae
Bereniceidae is een monotypische familie van mosdiertjes (Bryozoa) uit de orde van de Cyclostomatida.

## Geslacht
- Berenicea Lamouroux, 1821